# Maldonne pour un espion
Pour plus de détails, voir Fiche technique et Distribution.
Maldonne pour un espion (titre original : A Dandy in Aspic) est un film d'espionnage britannique réalisé par Anthony Mann et Laurence Harvey (après le décès du premier) sorti en 1968.

## Synopsis
Un agent double russe, qui se fait passer pour un espion britannique depuis dix-huit ans, voudrait raccrocher mais ses supérieurs refusent. Sa tâche se complique lorsque les services secrets britanniques lui donnent l'ordre d'éliminer un de ses compatriotes et ami.

## Fiche technique
- Titre original : A Dandy in Aspic
- Titre français : Maldonne pour un espion
- Réalisation : Anthony Mann et Laurence Harvey
- Scénario : Derek Marlowe, d'après son propre roman homonyme
- Direction artistique : Carmen Dillon, Patrick McLoughlin
- Costumes : Betty Adamson, Pierre Cardin (pour Laurence Harvey et Mia Farrow)
- Photographie : Christopher Challis
- Son : Peter T. Davies
- Montage : Thelma Connell
- Musique : Quincy Jones
- Production : Anthony Mann
- Production associée : Leslie Gilliat
- Société de production : Columbia Pictures Corporation
- Société de distribution : Columbia Pictures Corporation
- Pays de production :  Royaume-Uni
- Langue originale : anglais
- Format : couleur (Technicolor) — 35 mm — 2,35:1 (Panavision) —  son Mono (RCA Sound Recording)
- Genre : Film d'espionnage
- Durée : 107 minutes
- Dates de sortie : 
  - États-Unis : 2 avril 1968
  - France : 3 juillet 1968

## Distribution
- Laurence Harvey (V.F : Gabriel Cattand) : Alexander (Alexandre en VF) Eberlin
- Tom Courtenay (V.F : Marc de Georgi) : Paul Gatiss
- Mia Farrow : Caroline
- Harry Andrews (V.F : Paul-Émile Deiber) : Dave Fraser
- Peter Cook : Prentiss
- Lionel Stander (V.F : Henry Djanik) : Harry Sobakevich
- Per Oscarsson : Pavel
- Barbara Murray : Mlle Vogler
- John Bird (V.F : Jean-Henri Chambois) : Henderson
- Norman Bird (V.F : René Bériard) : Copperfield
- Geoffrey Bayldon (V.F : Michel Gudin) : Lake
- Calvin Lockhart : Brogue
- James Cossins (en) : Heston-Stevas
- Michael Trubshawe (V.F : Pierre Collet) : Flowers
- Lockwood West : Quince
- Vernon Dobtcheff (V.F : Léo-Sylvestre Huth) : Stein, l'officier de contrôle
- Elspeth March (V.F : Jacqueline Porel) : Lady Henriette Hetherington
- George Murcell (V.F : Marcel Lestan) : le sergent Harris

## Chanson du film
- If You Want Love : paroles et musique d'Ernie Sheldon et Quincy Jones, interprétée par Shirley Horn